# Guy Gavriel Kay
Guy Gavriel Kay (* 7. listopadu 1954) je kanadský spisovatel fantasy literatury. Většina jeho románů se odehrává ve fiktivním prostředí, které se podobá skutečným místům ve skutečných historických obdobích, jako je Konstantinopol za vlády Justiniána I. nebo Španělsko v době El Cida. Kay se, dle svého vyjádření, raději vyhýbá žánrovému zařazení těchto děl do kategorie historické fantasy. K roku 2019 vydal Kay 14 románů a jednu knihu poezie. Od roku 2018 byla jeho beletrie přeložena do nejméně 22 jazyků.

## Život
Kay se narodil v roce 1954 ve Weyburnu ve státě Saskatchewan. Vyrůstal a vzdělával se ve Winnipegu v Manitobě a v roce 1975 získal bakalářský titul na Manitobské univerzitě. V roce 1978 získal titul LLB na Torontské univerzitě, kde se svou rodinou žije.
Když Christopher Tolkien potřeboval asistenta, který by editoval nepublikované dílo jeho otce J. R. R. Tolkiena, vybral si Kaye, tehdy studenta filozofie na Manitobské univerzitě. Kay se v roce 1974 dočasně přestěhoval do Oxfordu, aby Christopherovi pomáhal při sestavení Silmarillionu. Po návratu do Kanady začal studovat právo, bakalářské studium dokončil v roce 1978. V letech 1982-89 se autorsky i produkčně podílel na tvorbě úspěšného rozhlasového seriálu Váhy spravedlnosti, jenž vycházel se skutečných soudních případů.
Významným rokem v Kayově životě byl rok 1984, kdy došlo ke dvěma významným událostem: 15. července se oženil s Laurou Beth Cohenovou, marketingovou poradkyní, a byl vydána jeho kniha Letní strom, první díl trilogie Fionavarská tapiserie. Následující dva svazky vydal Kay v poměrně rychlém sledu během dvou let. Fionavarskou tapiserií Kay zahájil svou spisovatelskou a fantaskní kariéru tak, že vědomě pracoval v tradičních obsahových i technických hranicích odvětví fantasy literatury, kterými ho inspiroval právě J.R.R.Tolkien. Částečně tak vzdával hold Tolkienovi, jehož tvorba ho osobně inspirovala, a částečně se tím snažil tento žánr oživit.

## Tvorba
- Fionavarská tapisérie, portálová fantasy, ve které pět mladých lidí cestuje z naší Země do „prvního ze všech světů“
  - Letní strom (1984, česky 2009)
  - Potulný oheň (1986, česky 2010)
  - Nejtemnější cesta (1986, česky 2011)
- Tigana (1990, česky 1999), odehrávající se v prostředí vycházejícím z renesanční Itálie
- Píseň pro Arbonne (1992, česky 2000), inspirováno křížovou výpravou ve středověké Provence 12. století
- Lvi z Al-Rassanu (1995, česky 2008), odehrávající se v analogii středověkého Španělska
- Sarantinská mozaika inspirovaná Byzancí Justiniána I.
  - Plavba do Sarantia (1998, česky 2010)
  - Pán císařů (2000, česky 2011)
- Poslední záblesk slunce (2004, česky 2019), inspirovaný vikingskými invazemi za vlády Alfréda Velikého
- Ysabel (2007, česky 2010), současná fantasy odehrávající se v Provence, zaměřená na dospívajícího chlapce a jeho setkání s postavami z dávné minulosti. Volně navazuje na Fionavarskou tapisérii
- Pod nebesy (2010, česky 2012), inspirované říší Tchang v 8. století a událostmi vedoucími k povstání An Lu-šana
- River of Stars (2013), česky dosud nevyšlo odehrávající se ve stejném prostředí jako Pod nebesy, na základě říše Sung ve 12. století a událostí v období válek mezi říšemi Sung a Ťin
- Children of Earth & Sky (2016, česky dosud nevyšlo), odehrávající se v podobném světě jako v Lvi z Al-Rassanu, Sarantinská Mozaika a Poslední záblesk slunce, světě založeném na Itálii, Istanbulu a Balkánu 15. století
- A Brightness Long Ago (2019, česky dosud nevyšlo)

## Poezie
- Beyond This Dark House (2003, česky dosud nevyšlo), sbírka básní